# 礼拜 (伊斯兰教)

伊斯蘭教的礼拜

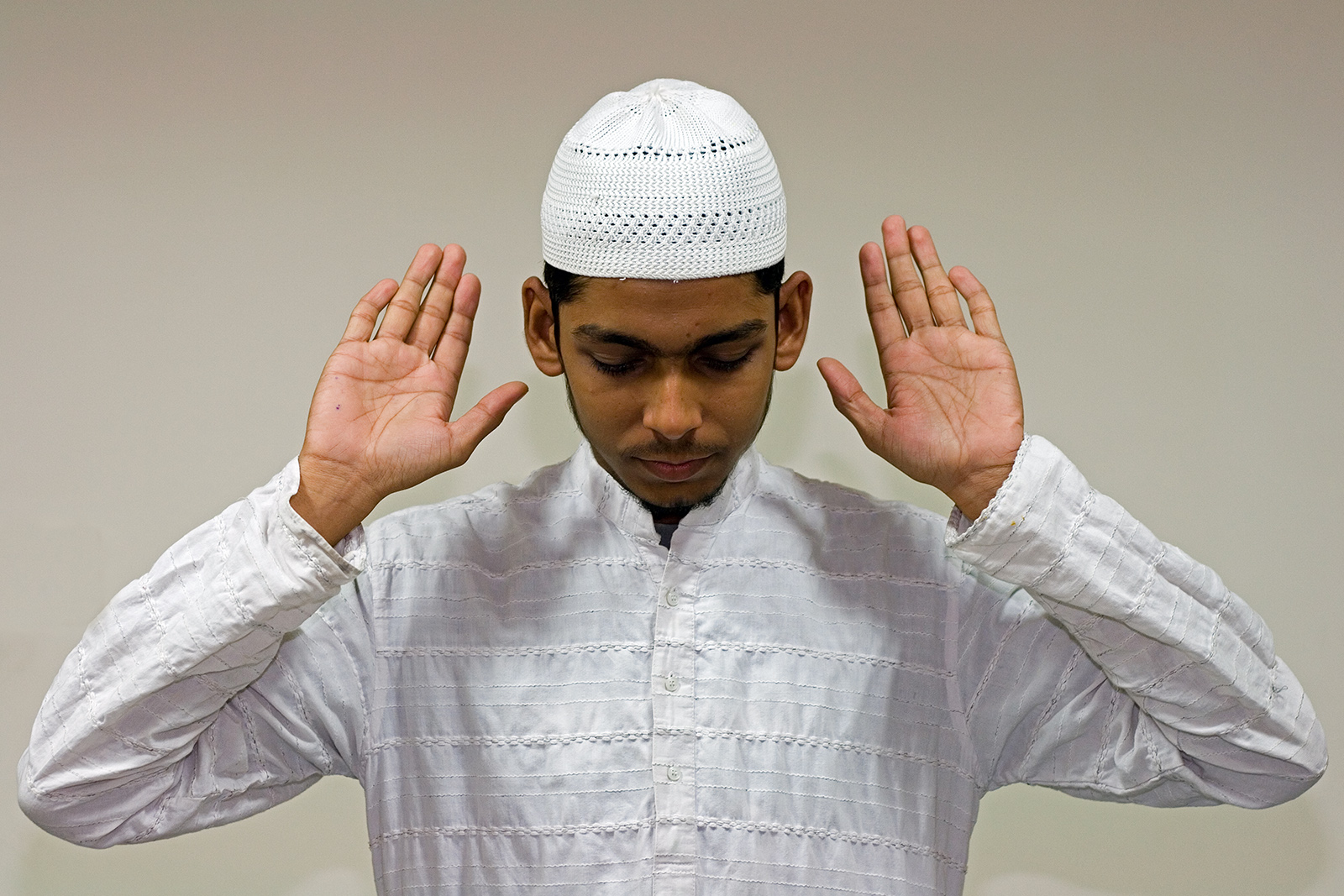
一个穆斯林正在礼拜中念诵“Takbeeratul-Ihram”

伊斯蘭教的礼拜，又稱萨拉特或萨拉赫（阿拉伯语：‎，拉丁化：ṣalāh；複數為 ‎，拉丁化：ṣalawāt），是伊斯兰教信仰的实践之一。逊尼派五功之一，什叶十二伊玛目派十大实践之一，伊斯玛仪派七大支柱之一。中国穆斯林常俗稱禮拜為“乃瑪子”，為禮拜一词的波斯語（نماز）音譯。禮拜可以視為穆斯林的祈禱。礼拜時许多穆斯林首先站着祈祷，然后跪下或坐在地上，一邊背诵古兰经一邊還要鞠躬和跪拜。唯經派對於禮拜的方式沒有統一的見解，許多人一天只禮拜兩次，分別在清晨與黃昏，因為《可蘭經》只提到這兩次禮拜的名稱。遜尼派穆斯林的禮拜，一天必須行五次，分別為晨禮、晌禮、晡禮、昏禮和宵禮；但什葉派人士，大多一天只禮拜三次。

## 簡介
早期的穆斯林和猶太人一樣，面向耶路撒冷禮拜。根據伊斯蘭傳統的說法，有一次穆罕默德在雙朝向清真寺內禮拜的時候，真主神示他放棄朝向耶路撒冷禮拜，改為向麥加的克爾白禮拜。至於改變禮拜方向的原因有很多種說法，大部分的歷史學者認為是因為麥地那的猶太人始終不願意皈依伊斯蘭教的緣故。

礼拜前须进行小淨（Wudu'）以达到清洁的状态。
信道的人们啊！当你们起身去礼拜的时候，你们当洗脸和手，洗至于两肘，当抹头，当洗脚，洗至两踝。如果你们是不洁的，你们就得洗周身。如果你们害病或旅行，或从厕所来，或与妇女交接，而得不到水，你们就趋向清洁的地面，而用一部分土抹脸和手。安拉不欲使你们烦难，但他欲使你们清洁，并完成他所赐你们的恩典，以便你们感谢。（《古兰经》5：6，马坚译本）
通常處於生理期婦女不做禮拜。有的穆斯林懂得使用禮拜朝向專用指南針，因此不管他們身處何處都能夠知曉禮拜的確切方向。這種指南針的使用方法是使用者要先把指針指北的一端對準指南針上的某一個點，這要視使用者所在的地點而定。指針調整好之後，使用者即可按照繪有宣禮塔圖案所指的方向開始禮拜。禮拜的朝向在指南針上顯示的可能刻度眾多，因此不同地區的對應刻度都詳細列在使用手冊或網路上。禮拜朝向專用指南針不一定是一個獨立的指南針，也有鑲在手錶上的。目前有较多为穆斯林设计的智能手机应用提供礼拜朝向功能。
住在地球上的人們要進行禮拜較為容易，因為禮拜是以太陽日為準的。2007年10月，馬來西亞籍太空人謝赫·穆扎法爾·舒庫爾於晚間在哈薩克搭乘俄羅斯聯合號火箭前往國際太空站。但由於國際太空站每天繞行地球十六次，於是他必須每天禮拜八十次。然而大馬當局特許他一天禮拜五次即可，只要禮拜的朝向正確就可以了。事實上伊斯蘭教法教導穆斯林的禮拜方式可因特殊情況而調整（併禮）、方便信徒的，例如在戰爭或旅行期間（船舶、飛機等）可減少禮拜或改變禮拜方式。
此外每個禮拜五被定為主麻日，穆斯林會在晌禮的時間前往清真寺參加「主麻禮拜」（也稱為「聚禮」）；然而在伊斯蘭重大節慶，如：開齋節、宰牲節等，穆斯林也會聚集在清真寺中做禮拜，這種禮拜稱為「會禮」。
| 名稱       | 時間       | 主命前聖行拜 | 主命拜 | 主命後聖行拜 | 當然拜 | 總拜數 |
| ---------- | ---------- | ------------ | ------ | ------------ | ------ | ------ |
| 晨禮(فجر)  | 黎明前     | 2            | 2      |              |        | 4      |
| 晌禮(ظهر)  | 日出到日中 | 4            | 4      | 2            |        | 10     |
| 晡禮(عصر)  | 日中到落日 | 4            | 4      |              |        | 8      |
| 昏禮(مغرب) | 落日後     |              | 3      | 2            |        | 5      |
| 宵禮(عشاء) | 入夜後     | 4            | 4      | 2            | 3      | 13     |

- 「當然拜」為特定聖行，夜行登霄時穆罕默德所見穆薩向安拉所拜之三拜。

## 延伸閱讀
- (PDF). Al-Islam.org.   [3 January 2007]. （原始内容存档 (PDF)于2007-01-26）. How to pray according to Shi'a Ja'fari School of law

## 外部連接
- Video lectures on prayers （页面存档备份，存于）
- Determining time of Salat anywhere （页面存档备份，存于）